# Каракішілер
Каракішілер (азерб. Qarakişilər) — село в Кубатлинському районі Азербайджану.
Село розміщене на правому березі річки Акарі, за 45 км на південь від міста Лачина.
4 листопада 2020 в ході Другої Карабаської війни звільнене Збройними силами Азербайджану.